# Коваля-Перша
Коваля-Перша (пол. Kowala Pierwsza) — село в Польщі, у гміні Понятова Опольського повіту Люблінського воєводства.